# 自私 隨和 愛的玩笑 / 愛的軍團
《自私 隨和 愛的玩笑 / 愛的軍團》（日语：わがまま 気のまま 愛のジョーク / 愛の軍団）是日本的女子偶像組合早安少女組。的第54张单曲。2013年8月28日由zetima发售。

## 概要
- 「自私 隨和 愛的玩笑 / 愛的軍團」是早安少女組。第五張2A單曲。
- 此單曲有7個版本，分別有「初回生產限定盤A - E」和「通常盤A - B」。「初回生產限定盤A」收錄了「自私 隨和 愛的玩笑」的PV；「初回生產限定盤B」收錄了「愛的軍團」的PV。「初回生產限定盤C」收錄了「自私 隨和 愛的玩笑 / 愛的軍團」的PV和製作花絮（Making），
- 「初回生產限定盤A 、 B 和 C」收錄了B面曲「今夜的對決 不會輸」；「初回生產限定盤D」和「通常盤A」收錄了B面曲「男孩」，由六期成員道重沙由美、九期成員譜久村聖和十期成員飯窪春菜、佐藤優樹、工藤遙主唱；「初回生產限定盤E」和「通常盤B」收錄了B面曲「溫柔的第一年情人」，由九期成員生田衣梨奈、鞘師里保、鈴木香音、十期成員石田亞佑美和十一期成員小田櫻主唱。
- 「自私 隨和 愛的玩笑」收錄在早安少女組。於9月25日發行的精選專輯「The Best! ～Updated 早安少女組。～」，而「愛的軍團」並沒有收錄於該精選專輯。
- 9月9日於Oricon公信榜单曲週榜取得第1名，成為出道以來第14張公信榜每周銷量排名第一的單曲。
- 此外，單曲於8月28日、31日於公信榜單曲日榜取得第1名。
- 是早安少女組。繼第50張單曲《One·Two·Three/The 摩天樓 Show》後，第18張首週銷量超過10萬張的單曲，亦是繼《Brainstorming / 只要有你 我什麼都不需要》後第25張銷量10萬以上的單曲（15.9萬張）。
- 繼「The☆Pea～ce! / 充滿愛的大宇宙」（2001年）、「Mr. Moonlight ～愛的Big Band～」（2001年）、「是啊！We're ALIVE」（2002年）相隔約11年又6個月後再次連續3張單曲奪得首名；但是同年連續3張單曲奪得首名（Help me!!〈2013年1月〉 ～ Brainstorming / 只要有你 我什麼都不需要〈2013年4月〉 ～ 自私 隨和 愛的玩笑 / 愛的軍團〈2013年8月〉）卻是出道以來首次。

## 收錄内容

### CD

#### 初回生產限定盤A 、 B 和 C
1. 自私 隨和 愛的玩笑
（作詞、作曲：淳君  編曲：大久保薫）
2. 愛的軍團
（作詞、作曲：淳君  編曲：大久保薫）
3. 今夜的對決 不會輸（負ける気しない 今夜の勝負）
（作詞・作曲：淳君　編曲：江上浩太郎）
4. 自私 隨和 愛的玩笑 (Instrumental)
5. 愛的軍團 (Instrumental)

#### 初回生產限定盤D、通常盤A
1. 自私 隨和 愛的玩笑
2. 愛的軍團
3. 男孩
（作詞・作曲：淳君　編曲：大久保薫）
道重沙由美、譜久村聖、飯窪春菜、佐藤優樹、工藤遙主唱
4. 自私 隨和 愛的玩笑 (Instrumental)
5. 愛的軍團 (Instrumental)

#### 初回生產限定盤E、通常盤B
1. 自私 隨和 愛的玩笑
2. 愛的軍團
3. 溫柔的第一年情人（ふんわり恋人一年生）
（作詞・作曲：淳君　編曲：AKIRA）
生田衣梨奈、鞘師里保、鈴木香音、石田亞佑美、小田櫻主唱
4. 自私 隨和 愛的玩笑 (Instrumental)
5. 愛的軍團 (Instrumental)

### DVD

#### 初回生產限定盤A
1. 自私 隨和 愛的玩笑（MV）
2. 自私 隨和 愛的玩笑（Dance shot Ver.）

#### 初回生產限定盤B
1. 愛的軍團（MV）
2. 愛的軍團（Dance shot Ver.）

#### 初回生產限定盤C
1. 自私 隨和 愛的玩笑（Close-up Ver.）
2. 愛的軍團（Close-up Ver.）
3. 自私 隨和 愛的玩笑 / 愛的軍團（Making）